# Marmaduke
Marmaduke er en amerikansk live-action/animations-komediefilm baseret på avistegneseriestriben (1954 – til i dag) af samme navn tegnet af Brad Anderson. Filmen er instrueret af Tom Dey og skrevet af Tim Rasmussen og Vince Di Meglio. Owen Wilson lægger stemme til hovedrollen Marmaduke. 
Skuespillerne Judy Greer, William H. Macy og Lee Pace spiller mennesker, mens Steve Coogan, Fergie, George Lopez, Christopher Mintz-Plasse, Emma Stone, Damon Wayans og Marlon Wayans har stemmeroller.
Filmen havde premiere i USA den 4. juni og i Danmark den 21. juni 2010.

## Handling
Marmaduke er en almindelig, næsten 100 kilo tung, ung teenage-Grand Danois, der stikker ud, hvor end den befinder sig. Marmaduke ejes af forstadsfamilien Winslow og har for længst forladt det nuttede hvalpestadium. Den har udviklet sig fra sød hundehvalp til en lidt kluntet, splejset og usikker men blid kæmpehund, der som regel er lidt af en uforskyldt ulykkesmagnet på grund af sin gigantiske størrelse.
Marmaduke er rimelig upopulær, men pludselig får han chancen for et helt nyt liv, da familien flytter til byen (fra Kansas til Californien), og Marmaduke forelsker sig i en smuk afghansk jagthund ved navn Jezebel.